# AC3Filter
AC3Filter est un logiciel d'encodage et décodage de données audio numériques (codec). Il permet de restituer le flux audio de films AVI et de DVD dotés d'une bande-son AC3 (Dolby Digital) ainsi que le son multicanal et les sorties audio numériques SPDIF.
Le Dolby SRD ajoute, à côté des deux pistes Dolby SR, un signal numérique nommé AC-3 permettant d'étendre le son jusqu'à 6 canaux non matricés. AC3Filter permet de profiter de ce format. Il décompose n'importe quel type de source en 6 canaux. Les formats AVI, WAV et MPEG1-2 sont reconnus.
Il offre aussi une amplification pour chaque canal et un retard, pour compenser la distance entre chaque haut-parleur. AC3Filter supporte l'interface S/PDIF, qui permet le transfert du son entre deux équipements sans perte de qualité. À défaut de convertir vos sources en AC3, il peut aussi tout bêtement servir de lecteur de contenu multicanal (AC3 ou DTS).